# Vioño de Piélagos
Vioño de Piélagos es una localidad del municipio de Piélagos (Cantabria, España), situada en el centro de la región, entre la capital Santander (23 kilómetros) y la ciudad de Torrelavega (a 6 kilómetros).
Limita por el norte con Oruña a través de Salcedo (barrio de Vioño considerador de facto, localidad), con Barcenilla, Quijano y Renedo por el este y Carandía al sur, separada de todas estas localidades por el río Pas meno con Oruña, siempre presente, y con Zurita al suroeste. Fuera del municipio de Piélagos limita, por el noroeste, a través de los montes, con el municipio de Polanco.
Su población es de 1948 habitantes según la revisión del censo de enero de 2019, si bien se encuentra en constante crecimiento, puesto que Vioño no ha sido ajeno a la excesiva evolución urbanística que la situación del municipio, entre las ciudades de Santander y Torrelavega y junto a la costa, ha dado a todos los pueblos, y nuevas urbanizaciones atraen nueva población al pueblo.

## Cultura y deporte
Cuenta con un complejo deportivo y cultural destacable para una localidad de su tamaño. Construido en su día por la Vidriera, recientemente fue transmitida su propiedad al Ayuntamiento de Piélagos. Este complejo, situado en el barrio más poblado del pueblo (San Lorenzo), cuenta con las siguientes instalaciones:
- Campo de fútbol de hierba, sede del Vimenor, dispone de un edificio de oficinas y otro con las gradas y vestuarios. En 2010, a través del plan E, se implantó un nuevo césped artificial.
- Frontón, de reciente construcción, el antiguo se demolió para construir las gradas del campo de fútbol.
- Cancha de tenis, de tierra batida.
- Polideportivo cubierto, con gradas y vestuarios.
- Pista descubierta multiusos.
- Cine - Teatro. Cuenta con más de 300 butacas, pantalla grande y vestuarios. Tras varias reformas que incluyeron la construcción de los vestuarios, la renovación de todas las butacas y de las puertas y vidrieras de la entrada principal, se finalizó con la colocación de un suelo nuevo de madera de roble

## Barrios

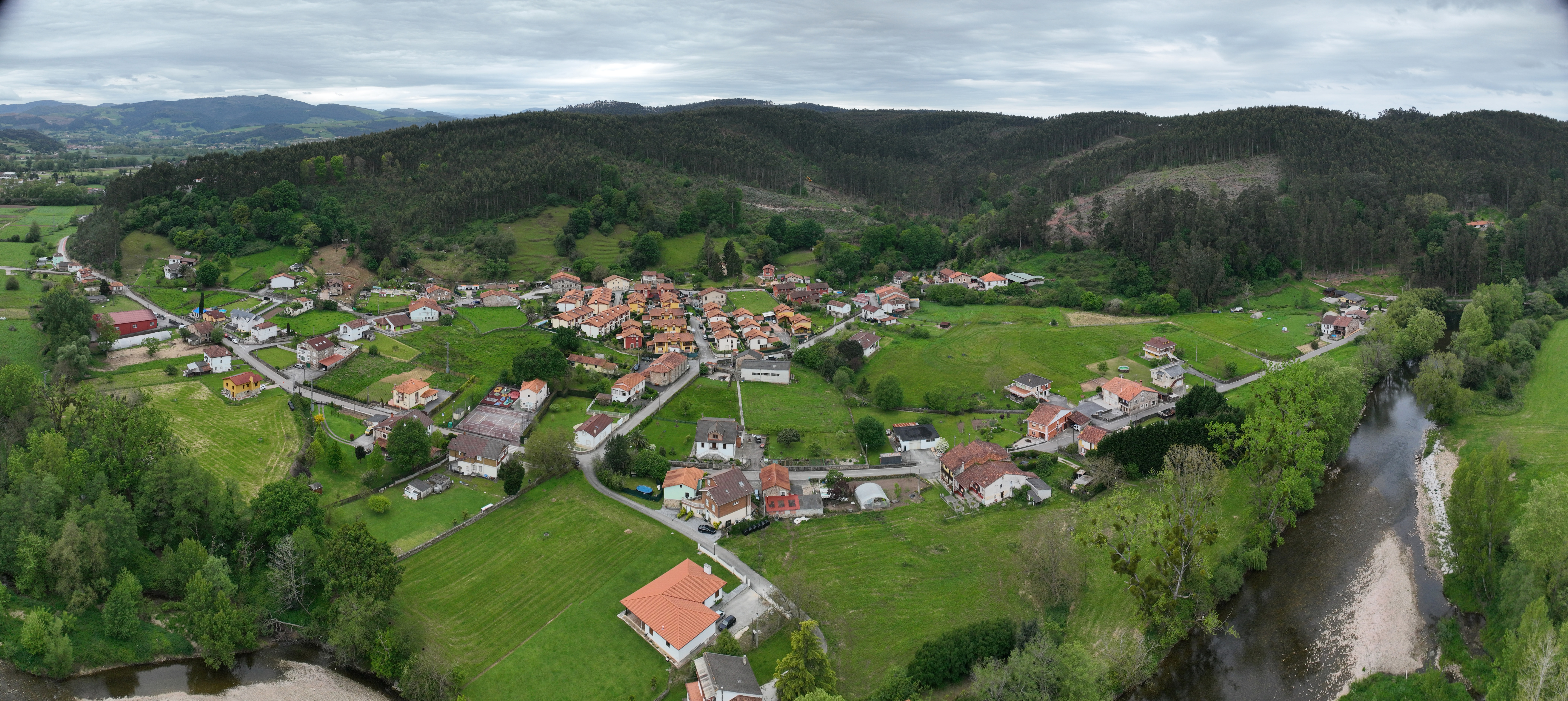

- San Pedro
- San Lorenzo
- Robasil
- Valencia
- La Ventilla
- El Arrabal
- Parayo
- San Vicente
- La Castañera
- La Redonda
- Salcedo

## Economía
La actividad agropecuaria fue siempre la predominante, aunque desde hace más de 80 años está presente en el centro del pueblo la conocida como "La Vidriera", que en un principio fue Vidriera Mecánica del Norte, pasando a Cristalería Española y hoy denominada Saint-Gobain Glass. Fábrica dedicada a la producción de vidrio plano decorativo para la construcción, que aunque en sus mejores años (principios de 1980) llegó a sobrepasar los 500 trabajadores, en el año 2011, por la inevitable automatización de los procesos de producción, ronda los 100 trabajadores incluyendo plantilla propia y externos. En 2011, tras una inversión por parte del grupo de más de 40 millones de euros, fue inaugurado un nuevo horno con dos líneas, destinadas a la producción de vidrio "albarino" para la fabricación de paneles solares. Aparte de la construcción del nuevo horno, la mayor parte de naves, edificios e instalaciones de la fábrica fueron reformados.
En diciembre de 2014 empezaron las movilizaciones contra el cierre de la fábrica de 'Saint-Gobain Glass' con el apoyo de todos los vecinos, que fue efectivo en enero de 2015.
El resto de la aportación industrial dentro de un pueblo pequeño como este se limita a un taller metalúrgico, como Metalúrgicas de Renedo, una carpintería y pequeños negocios de servicios.

## Personas destacadas
- Toribio de Peñalba (ca. 1610-1718) fue alcalde de la Hermandad y procurador general de Buenos Aires.
- Francisco de Río Soto (siglo XVII). Comerciante afincado en Sevilla, al calor de la Carrera de Indias.

## Fiestas
- 22 de enero – San Vicente Mártir.
- 29 de junio – San Pedro.
- 10 de agosto – San Lorenzo.
- 8 de septiembre – Virgen de Valencia, patrona del municipio.